# Mienenbüttel
Mienenbüttelⓘ (plattdeutsch Mienenbüddel) ist ein Teil der Einheitsgemeinde Neu Wulmstorf im Landkreis Harburg, Niedersachsen. Mienenbüttel gehört zusammen mit Ohlenbüttel zum Ortsteil Rade.
Naturräumlich liegt Mienenbüttel am Westrand der Harburger Berge im Übergang zur Apenser Lehmgeest.

## Nachbarorte
Mienenbüttel grenzt im Norden an Rade und Elstorf-Bachheide,
im Nordosten an Langenrehm,
im Osten an Emsen und Nenndorf,
im Südosten an Dangersen, Dibbersen, Steinbeck und Meilsen,
im Süden an Trelder Berg, Sprötze, Trelde und Klauenburg,
im Südwesten an Wenzendorf und Wennerstorf,
im Westen an Hollenstedt und Oldendorf und
im Nordwesten an Appel und Eversen-Heide.

## Geschichte

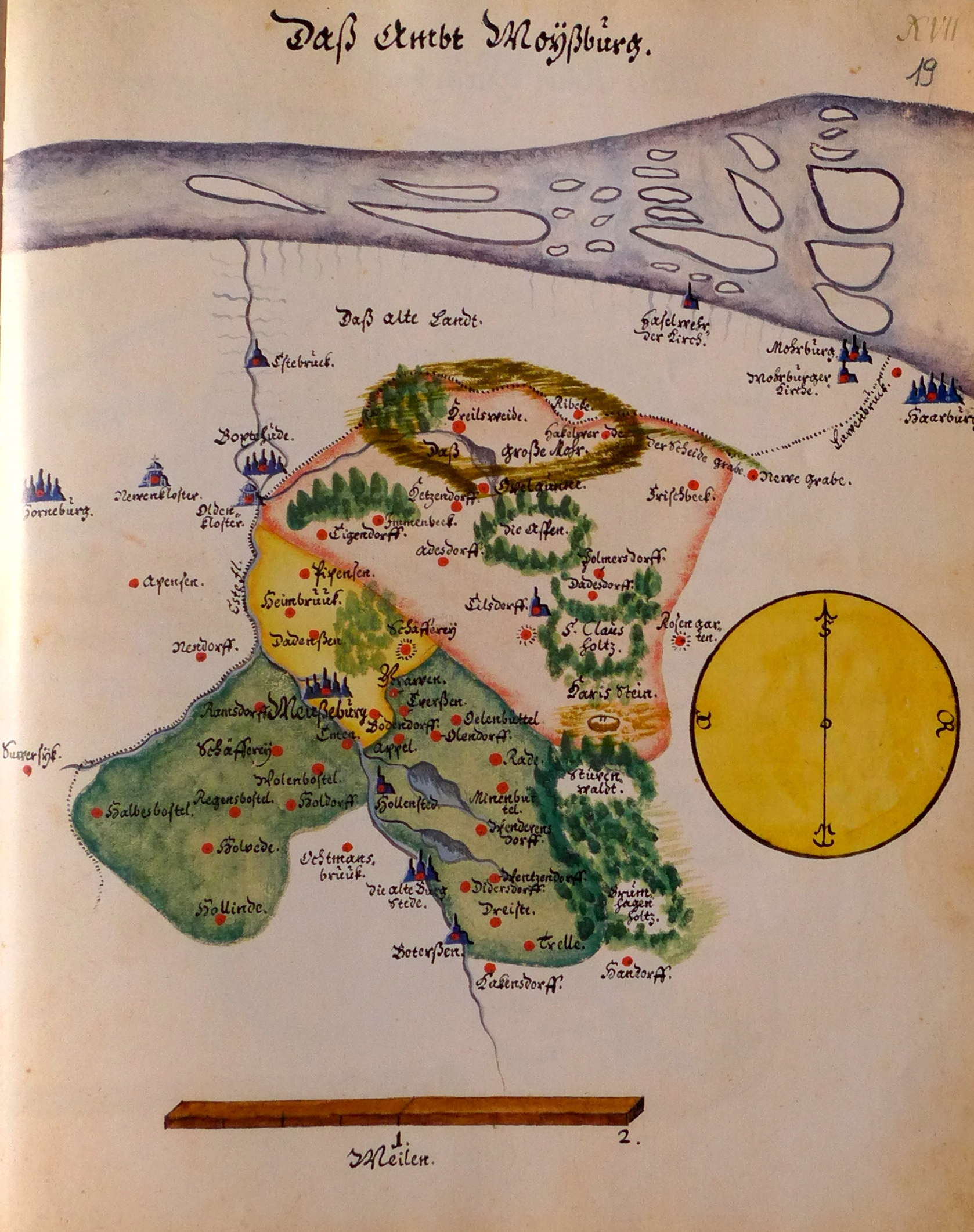
Minenbuttel in der Vogtei Hollensted im Ambt Meußeburg (1600)

Vor 1859 lag das Dorf als Teil der Vogtei Hollenstedt im Amt Moisburg, dann im Amt Tostedt und ab 1885 im Kreis Harburg.
Bis 1925 gehörte Mienenbüttel zur Gemeinde Appel und ging am 1. April 1925 zusammen mit Rade und Ohlenbüttel in der Gemeinde Rade auf.
Mienenbüttel ging am 1. Juli 1972 als Teil des Ortsteils Rade in Neu Wulmstorf auf – im Zuge der Gründung der Einheitsgemeinde Neu Wulmstorf.

## Verkehr
Mienenbüttel liegt an der Überführung der Bundesstraße 3 über die Bundesautobahn 1, die hier ihre Anschlussstelle 44 Rade (Neu Wulmstorf) hat.